# Cylindrotheristus oxyuroides
Cylindrotheristus oxyuroides är en rundmaskart som först beskrevs av Stekhoven 1931.  Cylindrotheristus oxyuroides ingår i släktet Cylindrotheristus och familjen Monhysteridae. Inga underarter finns listade i Catalogue of Life.